# The New Saints Football Club
The New Saints of Oswestry Town & Llansantffraid Football Club, conhecido simplesmente como "TNS" é um clube de futebol da cidade de Llansantffraid-ym-Mechain, no País de Gales.
Fundado em 1896 como Llansantffraid Footbal Club, manda as suas partidas no Park Hall, em Oswestry, com capacidade para apenas 2.000 torcedores. Entre 1997 e 2006, utilizava-se do nome Total Network Solutions. Disputou a Liga dos Campeões da UEFA nas temporadas 2000-01 e 2005-06, sendo eliminado na primeira fase de qualificação para o Levadia Tallinn e eliminado na primeira pré-eliminatória para o Liverpool, respectivamente. Disputa atualmente competições do País de Gales.
As cores do TNS são azul, verde e branco.
Até 12 de março de 2024, o clube foi o maior recordista mundial de vitórias consecutivas, na qual havia vencido 27 partidas em sequência entre agosto de 2016 e janeiro de 2017. O clube foi ultrapassado pelo Al-Hilal, comandado por Jorge Jesus, na qual obteve 34 vitórias consecutivas. Ainda em 2024, o clube teve uma chance de ultrapassar tanto a marca de Jorge Jesus quanto a sua melhor sequência de vitórias, quando o clube estava com 26 vitórias consecutivas contra 28 da equipe saudita, porém a equipe perdeu por 2 a 1 a final da Challenge Cup, falhando na hipótese de quebrar os recordes.

## Cores do uniforme
- Uniforme 1: Camisa verde com detalhes brancos, calção verde e meias brancas;
- Uniforme 2: Camisa vinho com detalhes brancos, calção azul e meias azuis.

## Títulos
- Campeonato Galês: 27

1915-16, 1916-17, 1917-18, 1918-19, 1939-40, 1940-41, 1941-42, 1942-43, 1943-44, 1944-45, 1999–00, 2004–05, 2005–06, 2006–07, 2009–10, 2011–12, 2012–13, 2013–14, 2014–15, 2015–16, 2016–17, 2017–18, 2018-19, 2021-22, 2022-23, 2023-24, 2024-25
- Copa do País de Galês: 9

1995–96, 2004–05, 2011–12, 2013–14, 2014–15, 2015–16, 2018–19, 2021-22, 2023
- Supercopa Galesa: 11

2001-02, 2002-03, 2006-07, 2007-08, 2009-10, 2013-14, 2015-16, 2017-18, 2019-20, 2020-21, 2021-22,
- Copa da Liga Galesa: 13

1994–95, 2005–06, 2008–09, 2009–10, 2010–11, 2014–15, 2015–16, 2016–17, 2017–18, 2018-19, 2019-20, 2020-21, 2021-22

## Links
- Site oficial do TNS